# Período legislativo de 2014 a 2019 de Panamá
El período legislativo de 2014 a 2019 de la República de Panamá comenzó el 1 de julio de 2014, al constituirse la Asamblea Nacional para el período constitucional de cinco (5) años, tras las elecciones generales de mayo de 2014.
A finales de 2014 se realizaron elecciones parciales debido a que se demostró que 11 diputados electos por los partidos de la coalición Unidos por más cambios (10 de ellos de Cambio Democrático y 1 por el Movimiento Liberal Republicano Nacionalista) habían utilizado dinero público para comprar votos, por lo que se impugnaron sus nombramientos. También se presentaron solicitudes para impugnar a tres diputados del Partido Revolucionario Democrático, pero el Tribunal Electoral los reafirmó en el cargo al no encontrar pruebas suficientes para su impugnación.

## Elecciones legislativas
Las elecciones se convocaron el 4 de diciembre de 2013, fijándose el comienzo de la campaña electoral legal el 4 de enero de 2014.
Simultáneamente con las elecciones parlamentarias se llevaron a cabo algunas elecciones locales, como las elecciones a la alcaldía de Panamá y las elecciones presidenciales de la República.
A finales de 2014, entre noviembre y diciembre se debió llevar a cabo una elecciones parciales para cubrir los escaños que habían quedado libres tras las impugnaciones a los diputados que habían sido acusados y probados en el delito de tráfico de influencias.

### Candidaturas
Seis partidos políticos legalmente constituidos por el Tribunal Electoral de Panamá participaron en las elecciones: Partido Revolucionario Democrático (PRD), Partido Popular (PP), Movimiento Liberal Republicano Nacionalista (MOLIRENA), Partido Panameñista, Cambio Democrático (CD) y Frente Amplio por la Democracia (FAD).
De igual manera participaron, por primera vez en la historia del país, tres candidatos independientes a la presidencia de la República.

### Resultados
|  | 33.7 % |

|  | 7.2 % |

|  | 31.5 % |

|  | 20.2 % |

|  | 3.3 % |

|  | 3.1 % |

|  | 1.0 % |

|  | 98.29 % |

|  | 0.9 % |

|  | 0.81 % |

|  | 76.76 % |

|  | 23.24 % |

## Composición
De los 71 diputados que conforman la legislatura, 60 de ellos tomaron posesión de sus escaños el 1 de julio de 2014. Los restantes 11 fueron confirmados a través de las elecciones parciales que se realizaron producto de las impugnaciones presentadas.
Al 1 de julio de 2014, la división del hemiciclo por partido político era la siguiente:
| Partido político                              | Escaños |
| --------------------------------------------- | ------- |
| Partido Revolucionario Democrático            | 25      |
| Cambio Democrático                            | 20      |
| Panameñista                                   | 12      |
| MOLIRENA                                      | 1       |
| Partido Popular                               | 1       |
| Libre Postulación                             | 1       |
| Curules impugnadas y pendientes de asignación | 11      |

Tras las elecciones parciales, la Asamblea Nacional contó con la totalidad de sus asientos ocupados.
Al finalizar el periodo constitucional de cinco (5) años en junio de 2019, el pleno contaba con la siguiente distribución por partidos políticos:
| Partido político                   | Escaños |
| ---------------------------------- | ------- |
| Partido Revolucionario Democrático | 26      |
| Cambio Democrático                 | 24      |
| Panameñista                        | 16      |
| MOLIRENA                           | 2       |
| Partido Popular                    | 1       |
| Partido Alianza                    | 1       |
| Libre Postulación                  | 1       |

Nota: El Diputado José Muñoz (circuito 8-10) fue elegido por Cambio Democrático pero en agosto de 2017 renunció a este colectivo para inscribirse en su propio partido, Alianza, que ya había sido reconocido por el Tribunal Electoral con la certificación de cumplimiento de la cuota de inscripción del 2% de adherentes (del total de votantes en las pasadas elecciones), cifra establecida por la Ley Electoral para la formación de un nuevo partido político.

## Medidas legislativas

### Caso Odebrecht
En el marco de la investigación de la corrupción ligada al caso Odebrecht, la Asamblea Nacional solicitó que el Ministerio Público investigara judicialmente al ex-presidente Ricardo Martinelli.

### Investigación a Magistrados de la Corte Suprema de Justicia
Durante este periodo constitucional la Asamblea Nacional realizó investigaciones contra dos magistrados de la Corte Suprema de Justicia, en su uso de sus facultades judiciales que le consagra la Constitución.
La primera investigación fue contra el Magistrado Alejandro Moncada Luna, quien en octubre de 2014 fue sentenciado, por las tres diputadas que conformaban el Tribunal de Garantías de la Asamblea Nacional (subcomisión de la Comisión de Credenciales y Asuntos Judiciales) por falsedad de documentos públicos y enriquecimiento injustificado para una pena de 60 meses de prisión, siendo destituido de su cargo magistrado. El caso se dio tras una denuncia interpuesta por el Colegio Nacional de Abogados y la Alianza Ciudadana Pro Justicia, luego de conocerse —a través de una investigación periodística— que Moncada Luna adquirió -desde que accedió al cargo y con un salario de $10 mil mensual- dos apartamentos valorados en $1.7 millón. Las dudas sobre la adquisición de estas propiedades surgieron debido a que Moncada durante los cinco años en los que se ha desempeñado como magistrado de la Corte, habría devengado, en salarios, $600 mil. A esta cifra habría que descontarle los descuentos formales como impuestos y sus aportes a la Caja de Seguro Social. Moncada, en diciembre de 2010 declaró bajo juramento que sus únicos bienes eran una camioneta de 2005 y un reloj de oro marca Rolex.
Moncada Luna cumplió tres años y cinco meses de pena en El Renacer y fue beneficiado con libertad controlada.
La Asamblea Nacional también inició investigaciones contra el magistrado Víctor Benavides, por supuesto enriquecimiento ilícito y delitos contra la integridad sexual. Sin embargo, el magistrado renunció antes de que se le separa del cargo, con lo que el caso derivó a la justicia ordinaria.

### Papeles de Panamá
Con el estallido del caso conocido como los Panama Papers, el gobierno de la república de Panamá se comprometió a facilitar las investigaciones externas y llevar a cabo investigaciones internas.
Por parte de la Asamblea Nacional, se conformaron comités de expertos para hacer seguimientos de casos de personalidades concretas.

### Auditoría de Fondos Públicos gestionados por diputados
En febrero de 2018 la Contraloría General de la República realizó una auditoría sobre los fondos públicos manejados por los diputados en los dos años previos.
En dicha auditoría, presentada ante la Asamblea Nacional por Federico Humbert, contralor general de la República, se detalló que de los 247,5 millones de balboas manejados por los diputados, 70 de ellos no tenían una sustentación legal, llegándose a dar casos de gastos realizados sin factura o con facturas falsas.